# Myrafälle

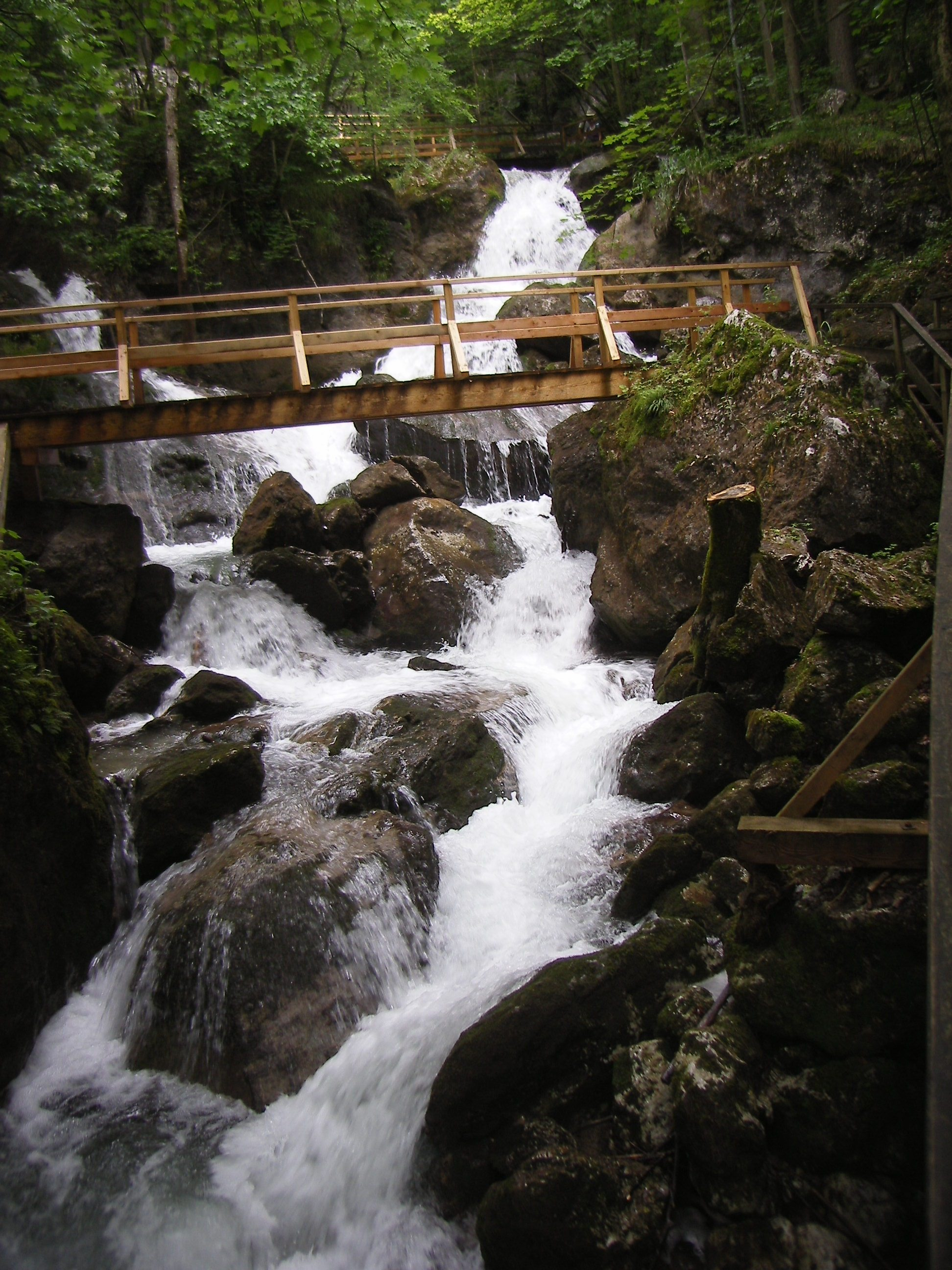
La instalación de escalada en Myra Falls

Las cascadas de Myrafälle se encuentran en el término municipal austriaco de Muggendorf, en la provincia de Baja Austria. El desfiladero está formado por el Myrabach, un pequeño afluente del río Piesting al pie de la montaña de Unterberg.

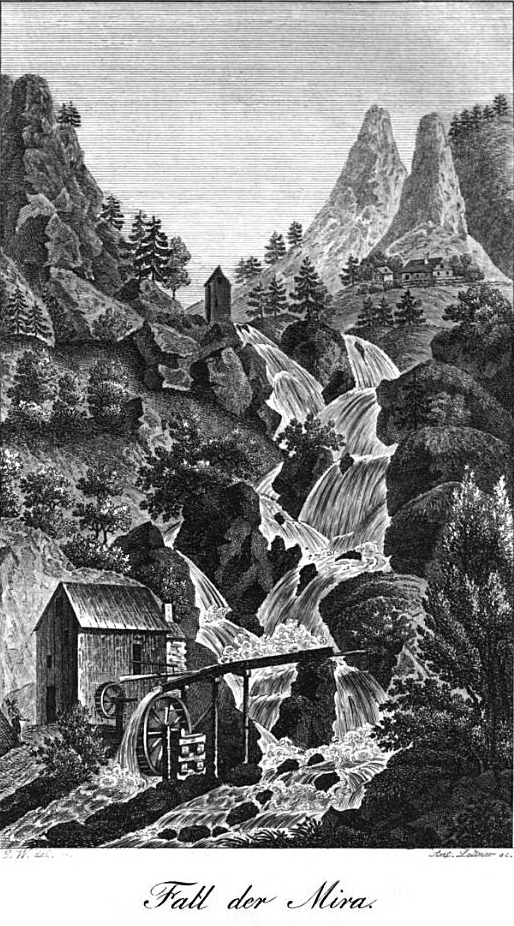
Un grabado de 1831

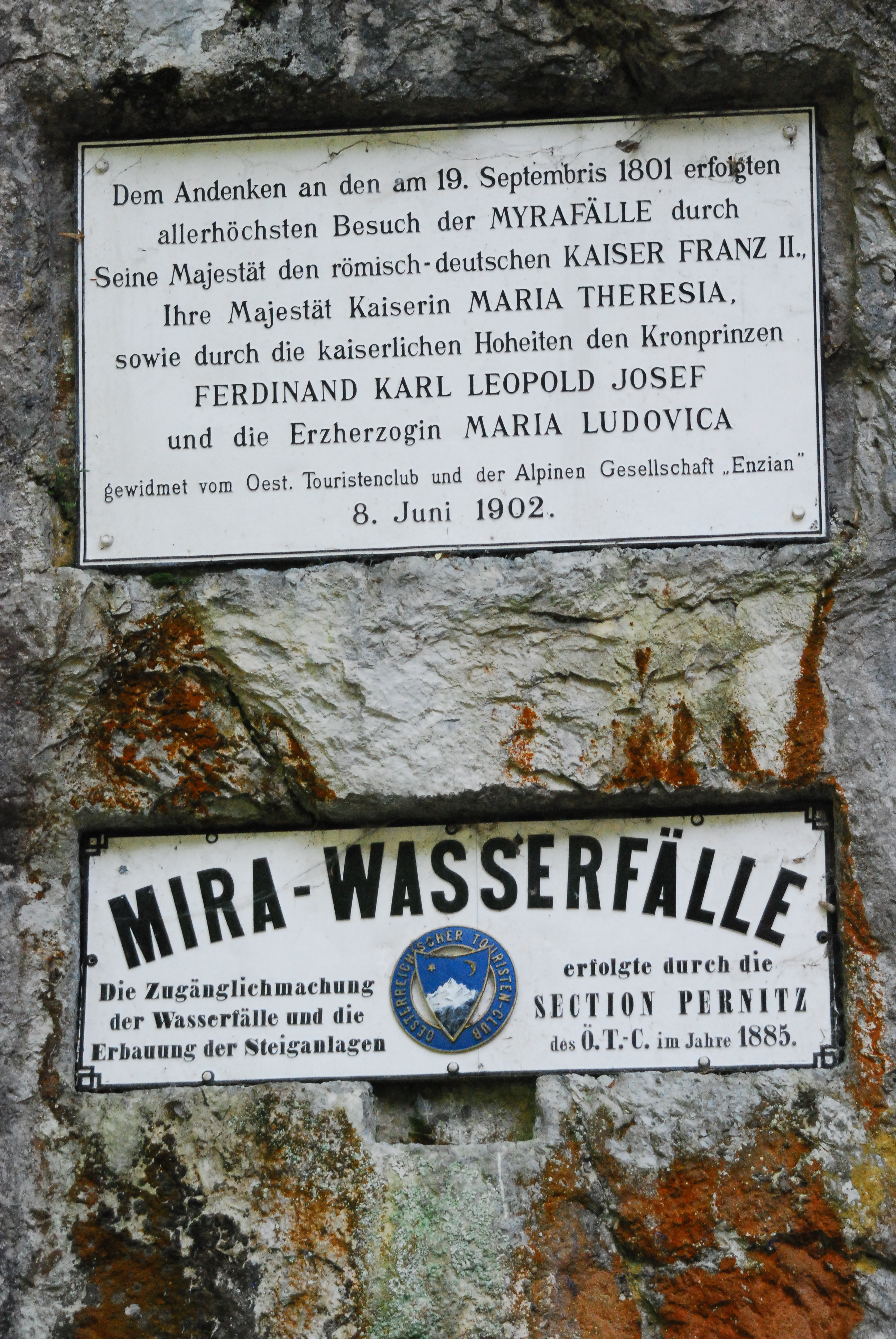
Placas conmemorativas a la entrada de las Cascadas de Myrafälle

Desde aquí se puede llegar por un antiguo camino de peregrinos hacia Mariazell, que conduce a través de la capilla de Maria Einsiedl (en el refugio de Unterberg). El hecho de que los valles o arroyos a ambos lados del paso tengan el mismo nombre es frecuente en los Alpes.
El Myra, como también se llama el arroyo, nace al pie del Myralucke, un manantial alimentado por las aguas subterráneas del Unterberg. Aunque el Myra sólo tiene unos pocos kilómetros de longitud, solía impulsar muchos molinos y aserraderos en el valle del Myra.
Encabezado por el "Club Turístico Austriaco", en 1899 se formó un movimiento contra "la explotación de estas cataratas con fines industriales y la consiguiente destrucción de una belleza natural". 
En 1898, Oskar Edler von Rosthorn había adquirido las propiedades afectadas en relación con la solicitud de una concesión para construir y explotar una central eléctrica e intentó en una carta dirigida al Club de Turismo de Austria romper la actitud negativa del club o incluso convertirla en lo contrario: El club debería considerar "que el concesionario también tiene en su mano destruir de forma permanente la belleza pintoresca del desfiladero mediante la tala de los bosques que cubren las laderas del mismo".
El 17 de diciembre de 1912, la ciudad de Wiener-Neustadt decidió votar la construcción de una central eléctrica. El 13 de junio de 1913 tuvo lugar la inspección de los derechos de agua del Mirabach, que fue decisiva para "la explotación industrial de las cataratas". 
Posteriormente, el Immobilarbank, que sucedió al titular original de los derechos, Oskar Edler von Rosthorn, construyó una pequeña central eléctrica de almacenamiento en las cataratas de Myra, la Myrawerk, que estuvo en funcionamiento hasta 1974/1975.
El desfiladero real con las cascadas es de alrededor de 600 Metros de largo, la diferencia de altitud es de 70 Metro. 
El desfiladero corre de norte a sur y está protegido como monumento natural. El subsuelo del desfiladero está formado por piedra caliza. El Myrabach cae en varias cascadas a través del desfiladero, en los extremos superior e inferior el agua se represa en un pequeño estanque.
Una ruta de senderismo bien desarrollada y popular conduce a través del desfiladero, que fue construido en 1885 por el Club Turístico Austriaco, sección Pernitz, con la construcción de 19 puentes y 8 escaleras (inauguración: 9 de agosto de 1885) y se ha mantenido desde entonces.
Hay dos placas conmemorativas a la entrada de las cataratas de Myra:
- La primera conmemora la "Accesibilidad de las cascadas y la construcción de las instalaciones de escalada por parte de la Sección de Pernitz del Gobierno Federal de Austria".
- La segunda placa está dedicada "A la memoria de la visita de Su Majestad el Emperador Romano-Alemán Francisco II, Su Majestad la Emperatriz María Teresa y sus Altezas Imperiales el Príncipe Heredero Fernando Carlos Leopoldo José y la Archiduquesa María Ludovica a las cataratas de Myra el 19 de septiembre de 1801 - dedicada por el Oest. Club de Turismo y Sociedad Alpina 'Enzian' - 8 de junio de 1902".

Hay restaurantes en la parte superior e inferior del desfiladero. La entrada al desfiladero, alrededor de 300 Situado a metros al norte del pueblo de Muggendorf, es de fácil acceso a pie o en coche (aparcamiento).

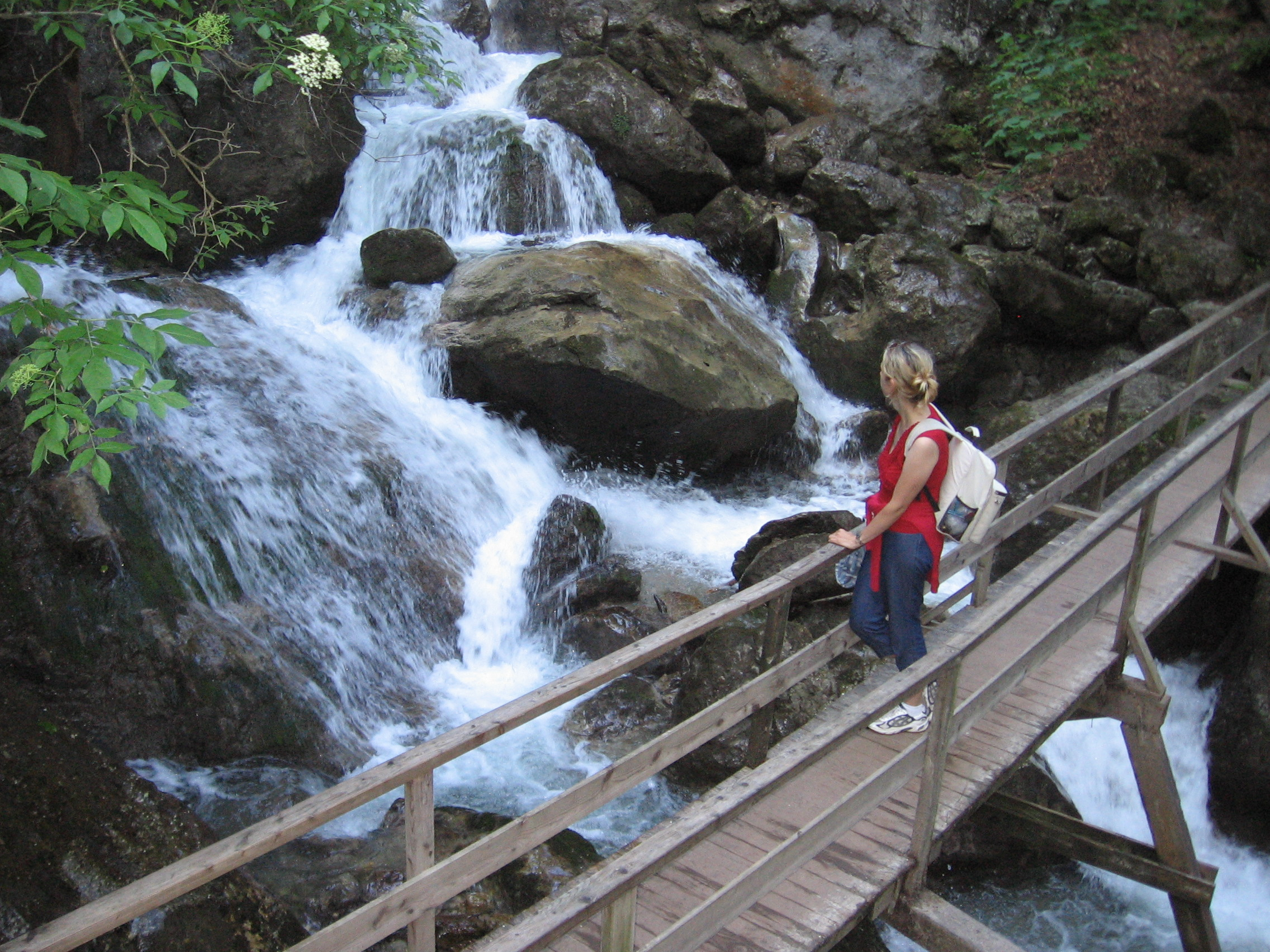
La instalación de escalada en Myra Falls
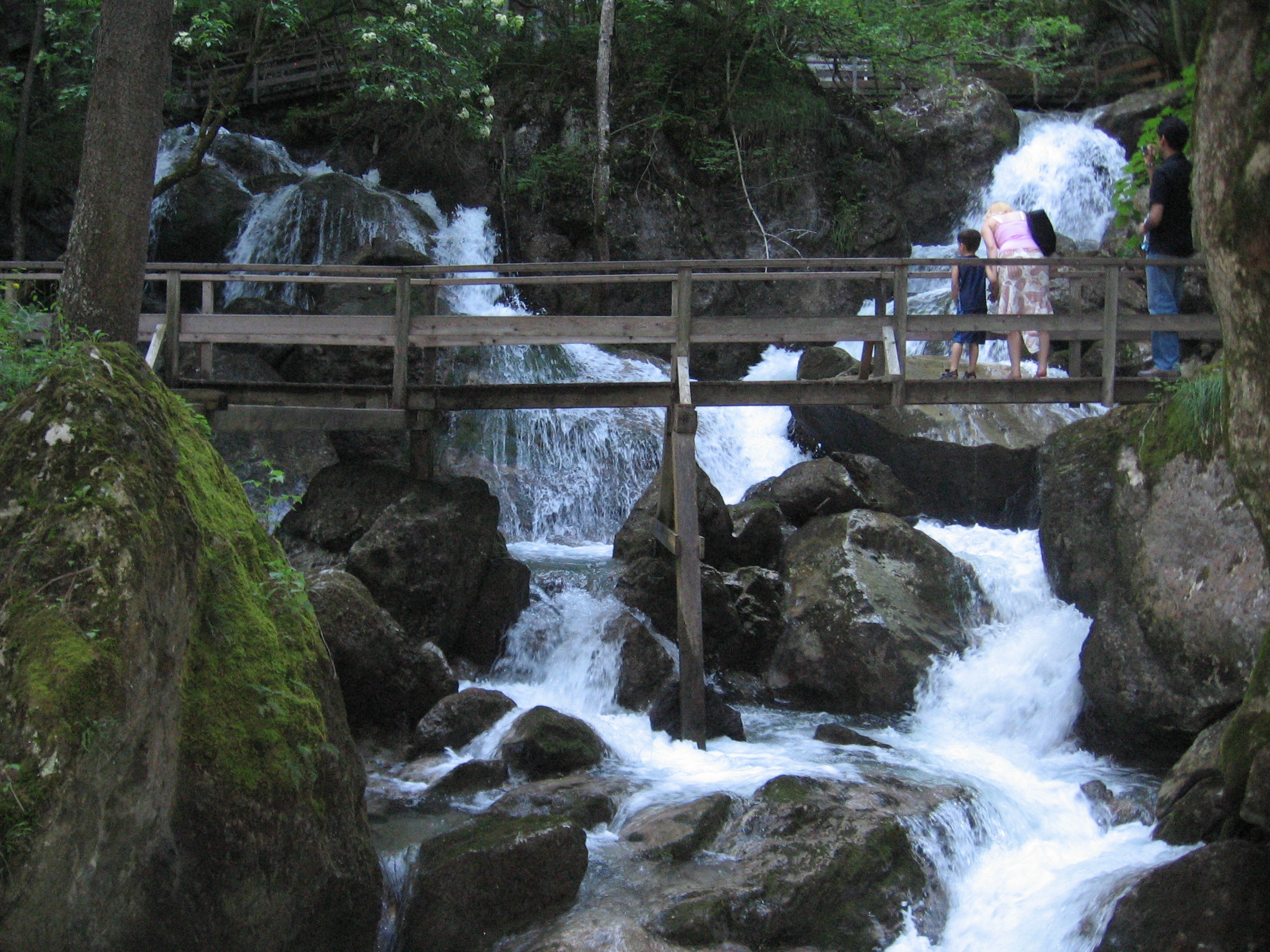
La instalación de escalada en Myra Falls
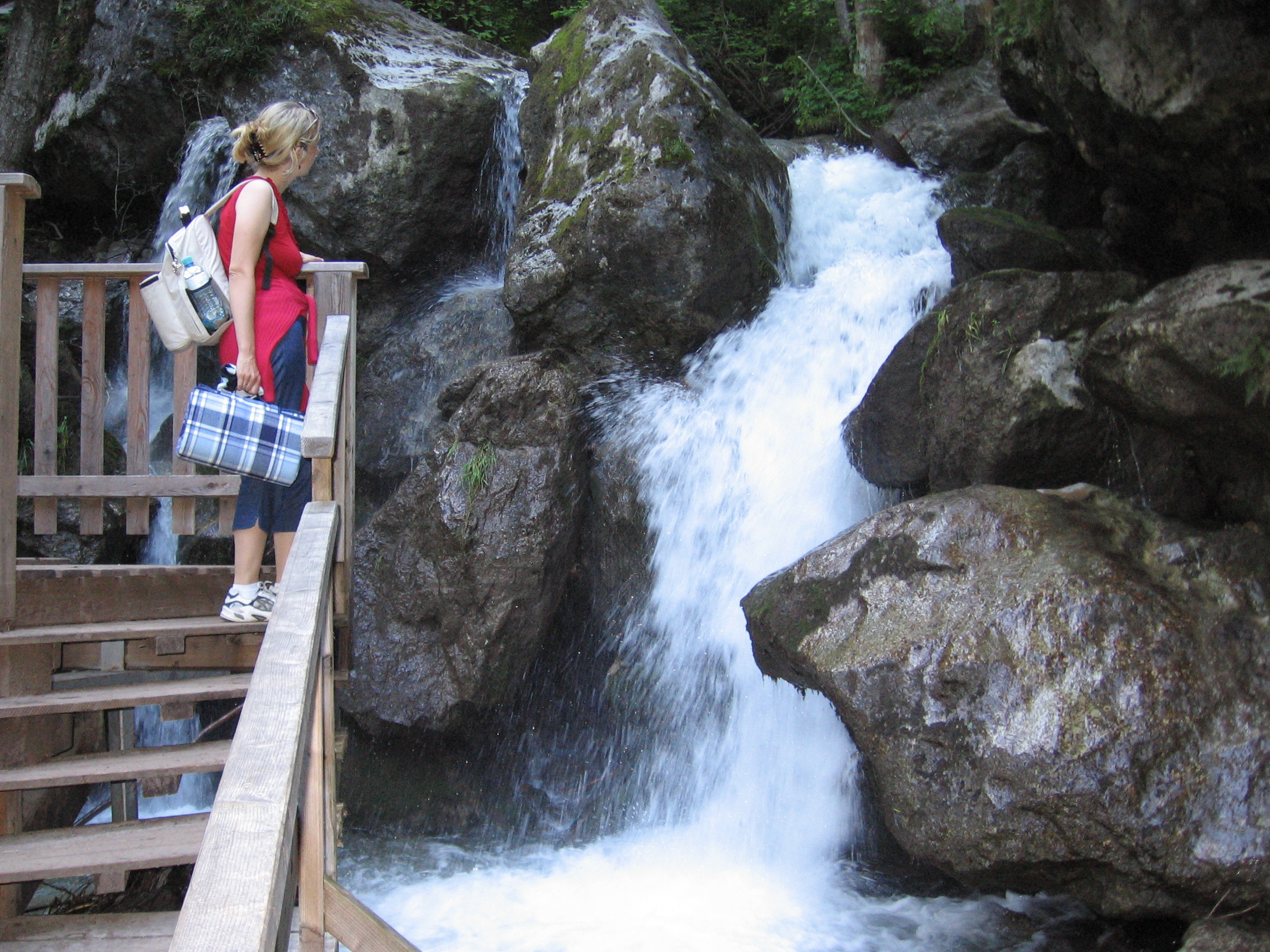
La instalación de escalada en Myra Falls
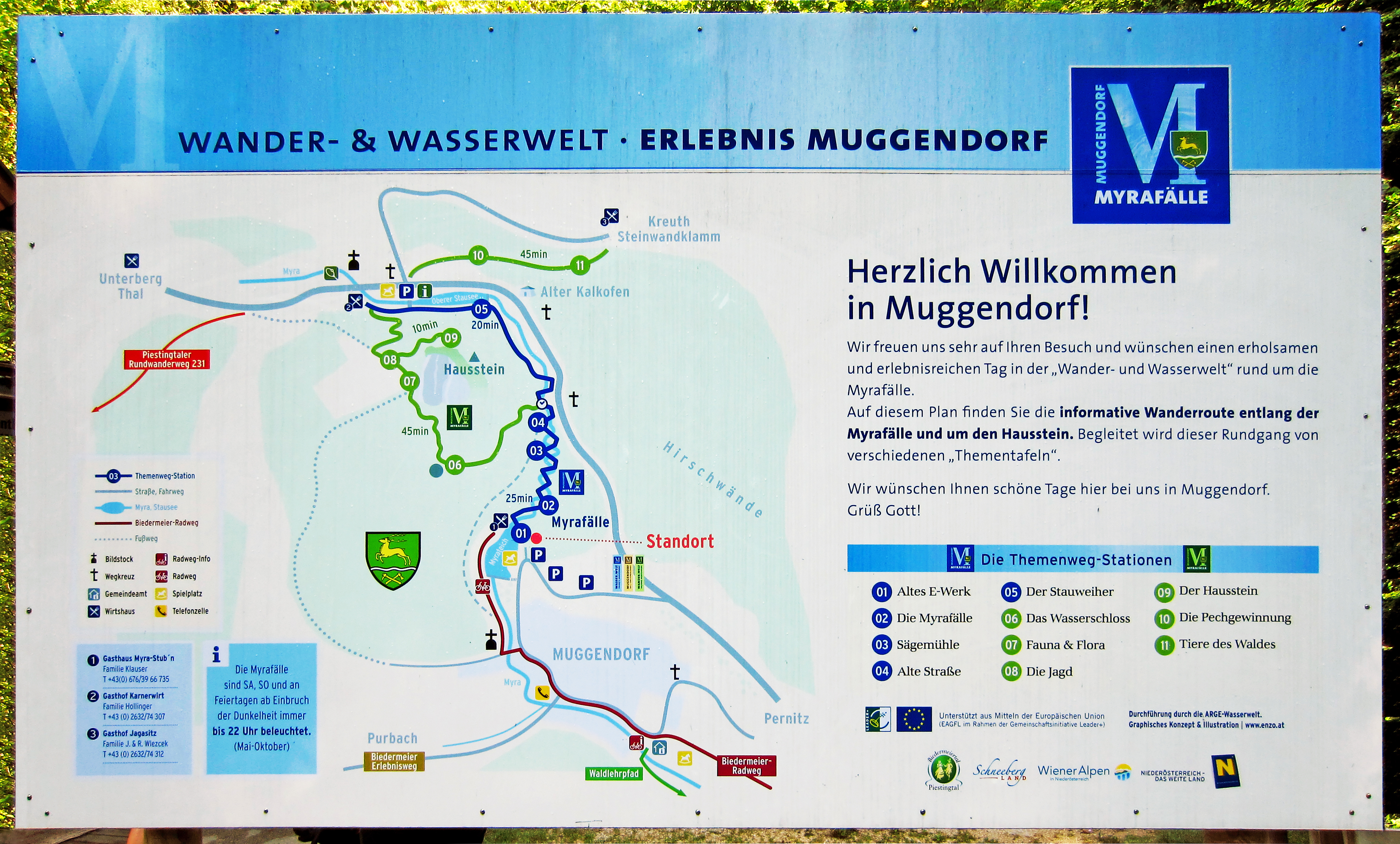
Rutas de senderismo en Myra Falls